# Königsliste von Abydos (Sethos I.)

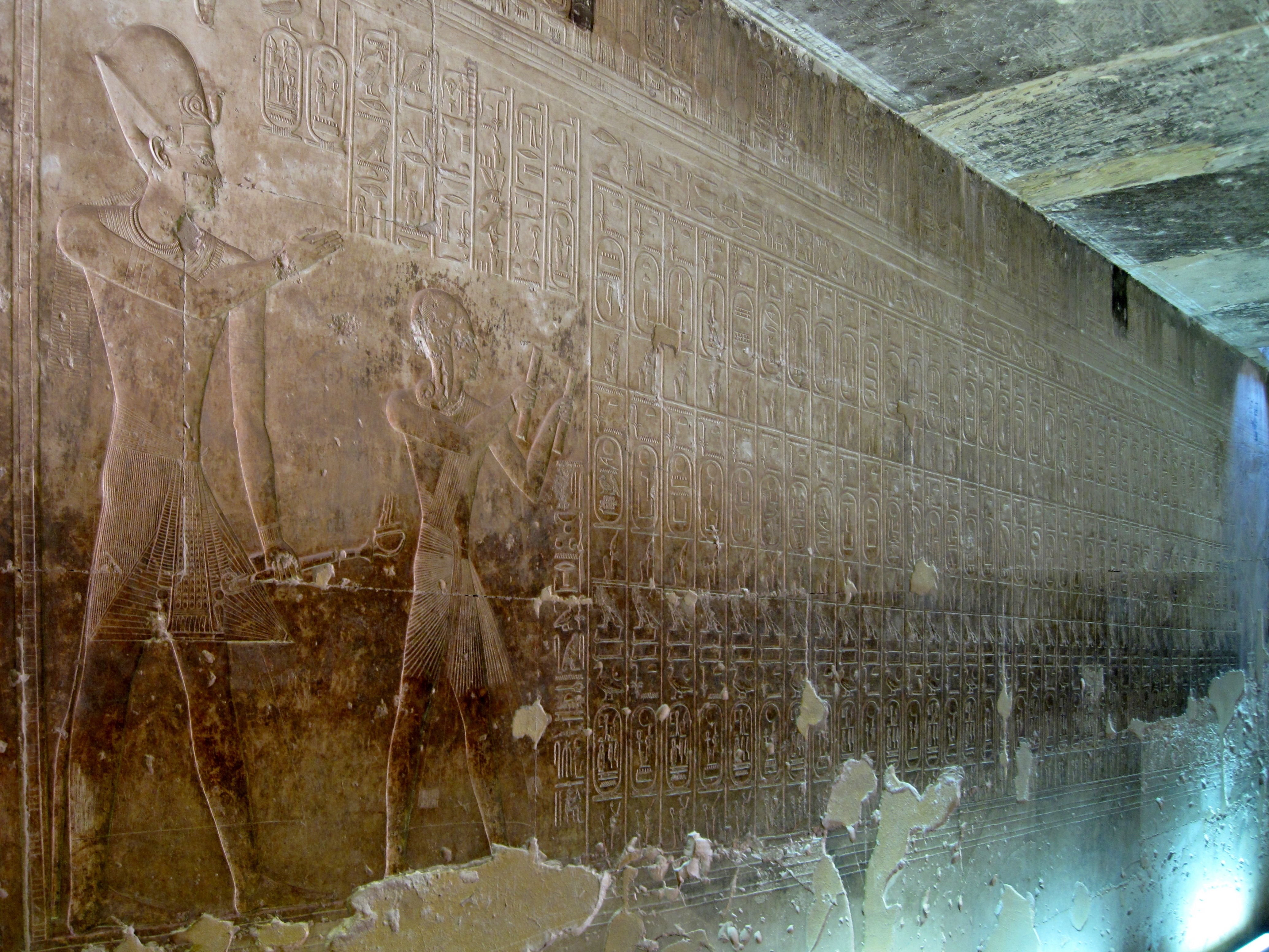
Sethos I. und sein Sohn Ramses mit Blick auf die Königsliste von Abydos im Totentempel von Sethos I.

Bei der Königsliste von Abydos (Sethos I.), auch gelegentlich als Abydostafel bezeichnet handelt es sich um eine Liste ägyptischer Könige im Totentempel von Sethos I. in Abydos. Sie nennt 75 Pharaonen, die vor Sethos I. regierten, wobei diese Liste sehr selektiv ist. Viele Herrscher der Ersten und alle Herrscher der Zweiten Zwischenzeit fehlen. Diese Liste wurde später ausgegraben als jene von Ramses II.

## Übersicht
Die Königsliste von Abydos stellt zusammen mit vier weiteren Königslisten (Palermostein, Königsliste von Karnak, Königsliste von Sakkara, Turiner Königskanon) eine wichtige Quelle für die Reihenfolge der Pharaonenherrschaft in Ägypten dar.
In dem von Sethos I. errichteten Tempel in Abydos befindet sich in einem langen Gang der Königsgalerie im südlichen Flügelbau eine Wand mit Reliefs der Namenskartuschen ägyptischer Pharaonen. An der linken Seite dieser „Königsliste“ ist der Pharao Sethos I. mit seinem jugendlichen Sohn Ramses (dem späteren Ramses II.) dargestellt, den er als seinen designierten Nachfolger in der Reihe der königlichen Vorfahren präsentiert.
Die Kartuschen umfassen die zur Regierungszeit Sethos I. bekannte Genealogie von 76 Herrschern Ägyptens von Menes bis Sethos mit Ausnahme der 1. und 2. Zwischenzeit sowie von fünf Pharaonen der 18. Dynastie, die aus staatspolitischen oder religiösen Gründen (Damnatio memoriae) ausgelassen wurden:
- Hatschepsut (Maat-ka-Re), die sich als Regentin für ihren Stiefsohn Thutmosis III. zur Pharaonin erklärte, später aber als Usurpatorin in den Tempeln ausgelöscht wurde,
- Amenophis IV. (Echnaton), (Nefer-cheperu-Re), der die Götter Ägyptens durch den einen Sonnengott Aton ersetzte.

Außer Echnaton wurden auch seine direkten, noch mit dem Atonkult behafteten Nachfolger nicht aufgeführt:
- Semenchkare (Anch-cheperu-Re),
- Tutanchamun, vorher: Tutanchaton, (Neb-cheperu-Re),
- Eje II. (Cheper-cheperu-Re).

## Die Königsliste im Detail
Die Königskartuschen sind im Tempel in zwei waagerechten Reihen angeordnet. Die Darstellung der historischen Abfolge der Regentschaft der Pharaonen beginnt links in der oberen Zeile.

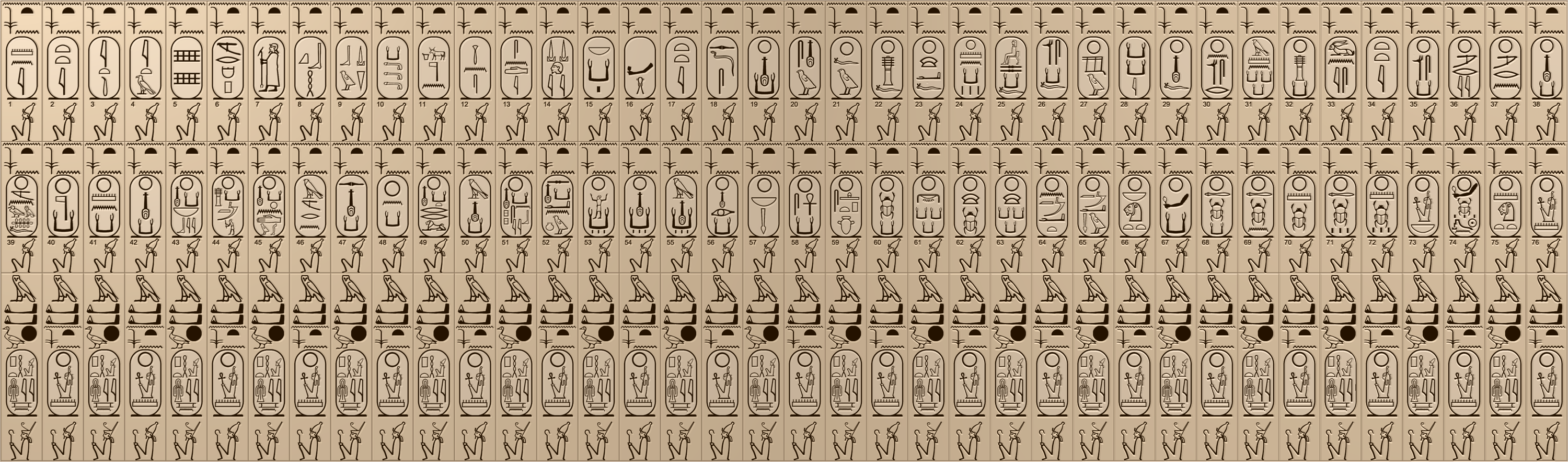
Abschrift der Königsliste von Abydos im Totentempel Sethos I.

Die Kartuschen enthalten jeweils einen der fünf „Namen“ (auch „Titel“) der großen Königstitulatur jeden Pharaos, die er bei seiner Inthronisierung annahm (Thronname) bzw. von Geburt an besaß (Geburtsname). In den frühen Dynastien waren jedoch noch nicht alle fünf Namen vorhanden. Ein Teil der Geburtsnamen ist nach dem heutigen Stand der Forschung nicht zuverlässig übersetzbar. Die Thronnamen, die bei der Thronbesteigung verliehen wurden, enthalten dagegen immer eine kurze Aussage über den Sonnengott Re und sind als kurze Sätze gebildet.
Anmerkung: Nach Dynastien zusammengefasst, sind in Tabellen zuerst die (transkribierten) Namen aus den Kartuschen zu finden, in der zweiten Spalte die gebräuchlichen, zum Teil griechischen Formen, die ggf. auch einen anderen der fünf Namen benennen, und in der dritten Spalte sind mögliche Namensbedeutungen angegeben, ggf. von einem Alternativ-Namen (in kursiver Schrift).

### 1. Dynastie
| Nr. | Name      | gebräuchliche/griechische Form | mögliche Namensbedeutung(en)                                                                        |
| --- | --------- | ------------------------------ | --------------------------------------------------------------------------------------------------- |
| 1   | Meni      | Menes, Hor Aha                 | Der Bleibende // Horus der Kämpfer                                                                  |
| 2   | Teti      | Teti I., Athotis               | Eine Übersetzung des Eigennamens liegt bisher nicht vor.                                            |
| 3   | Iteti     | Djer, Hor Djer                 | Horus Der (Feinde) abwehrt                                                                          |
| 4   | Ita       | Wadji, Djet                    | er erobert (nach Helck) // Schlange des Horus / Horus Schlange                                      |
| 5   | Sepati    | Den, Dewen, Semti, Udimu       | Zu beiden Gauen gehörig // Der (seine Flügel/Krallen) spreizt                                       |
| 6   | Meribiape | Anedjib, Adjib                 | Der für den Thron erwählt ist / Geliebter des ehernen Thrones // Der mit unversehrtem Herzen/Willen |
| 7   | Semsu     | Semerchet                      | Ältester // Gefährte der Götterschaft / der mit vortrefflichem Körper (?)                           |
| 8   | Qebeh(u)  | Qaa                            | Der mit hohem Arm (gegen Feinde)                                                                    |

### 2. Dynastie
| Nr. | Name               | gebräuchliche/griechische Form    | mögliche Namensbedeutung(en) |
| --- | ------------------ | --------------------------------- | --- |
| 9   | Bedjau, Bedjajmeru | Hetepsechemui Boethos             | Versöhnung der beiden Mächte / Die beiden Mächte (Horus und Seth = beide Schichten der Bevölkerung) sind zufrieden                                                          |
| 10  | Kakau              | Nebre, Raneb Kechoôs              | Kraft d. Stiere // Herr und Sonnengott / Herr der Sonnenscheibe |
| 11  | Banetjer           | Ba-en-netjer, Ninetjer, Binothris | Ba (heiliger Bock von Mendes) des Gottes // Der zum Gott gehörige |
| 12  | Wadjnes            | Wenegsechemuj, Wadilas, Ougotlas  | Er ließ das Reich ergrünen (nach Beckerath) // Der Himmelsbote ist mächtig; auch: Weneg ist mächtig (nach Dreyer)                                                           |
| 13  | Sened              | Sened, Sethenes                   | Der Furchteinflößende |
| 14  | Djadjai            | Chasechemui, Sesochris            | Der zum Kopf (Führung) Gehörige / Die beiden Mächte (Horus und Seth) erscheinen (Wiedervereinigung Ägyptens) / Erscheinung der beiden Mächte / Die beiden Mächte erstrahlen |

Gegen Ende der 2. Dynastie regierten in Ober- und Unterägypten einige konkurrierende Pharaonen, die in der Abydos-Liste nicht aufgeführt sind, vgl. Liste der Pharaonen.

### 3. Dynastie
| Nr. | Name      | Alternative/Griechische Form              | mögliche Namensbedeutung(en)                                             |
| --- | --------- | ----------------------------------------- | ------------------------------------------------------------------------ |
| 15  | Nebka     | Sanacht, Necherophes                      | Mein Herr ist der Ka Starker Schützer oder Sein Schutz ist intakt        |
| 16  | Djoser-Sa | Djoser, Tosorthos, Hor-netjeri-chet       | Sein Schutz ist heilig // Erhabener/Heiliger // Sein Körper ist göttlich |
| 17  | Teti      | Djoserteti, Djoser Ti, Sechemchet, Tyreis | Erhabenster / Heiligster // Sein Körper ist mächtig                      |
| 18  | Sedjes    | Chaba, Chaiba, Hudjefa II., Sephuris      | Das Ba erscheint / Die Seele erstrahlt / Er bezwingt Oberägypten         |
| 19  | Neferkare | Nebkare, Neferka                          | Mit vollkommenem Ka, ein Re / Herr an Ka-Kraft, ein Re                   |

### 4. Dynastie
| Nr. | Name            | gebräuchliche/griechische Form    | mögliche Namensbedeutung(en)                                                    |
| --- | --------------- | --------------------------------- | ------------------------------------------------------------------------------- |
| 20  | Sneferu         | Snofru, Sôris                     | Der Vollkommene / Der Vollkommenheit erzeugt / Wohltäter                        |
| 21  | Chefu, Chufu    | Cheops                            | Er (der Gott Chnum) schützt mich                                                |
| 22  | Djedefre        | Radjedef, Redjedef, Ratoises      | Er ist dauerhaft, nämlich Re                                                    |
| 23  | Chaifre, Chafre | Chephren, Chaufre, User-ib-Chafra | Re erscheint (Re ist es, der erscheint) // Wirksam im Herzen – strahlend wie Re |
| 24  | Menkaure        | Mykerinos                         | Bleibend sind die Ka-Kräfte des Re / (Mit bleibenden Ka-Kräften, ein Re)        |
| 25  | Schepseskaf     | Schepses-Chet, Serberchêres       | Nobel ist sein Ka / Sein Ka ist erhaben/ Hochrangig ist sein Ka (des Re)        |

### 5. Dynastie
| Nr. | Name                  | gebräuchliche/griechische Form    | mögliche Namensbedeutung(en)                                                         |
| --- | --------------------- | --------------------------------- | ------------------------------------------------------------------------------------ |
| 26  | Userkaf               | Weserkef, User-ka-Re              | Stark ist sein Ka / Wirksam ist sein Ka (des Re?)                                    |
| 27  | Sahure                | Sahura, Nebchau                   | Re gelangt zu mir / Ein sich Nähernder ist Re                                        |
| 28  | Kakai                 | Neferirkare, Nephercheres         | Mit schöner Gestalt und Ka, ein Re Vollkommen ist die Erscheinungsform des Ka des Re |
| 29  | Raneferef (Neferefre) | Ra-nefer-ef, Cheres               | Re ist vollkommen / Er ist vollkommen, nämlich Re                                    |
| 30  | Niuserre              | Ini, Ni-woser-re                  | Der zur Stärke des Re gehört / Zugehörig ist die Wirksamkeit zu (dem Sonnengott) Re  |
| 31  | Menkauhor             | Hori Kau, Mencheres               | Bleibend sind die Kas des Horus / Bleibend sind die Ka-Kräfte des Horus              |
| 32  | Djedkare              | Asosi, Isesi, Tancheres           | Andauernd ist das Ka des Re / Dauerhaft ist der Ka des Re, Asosi                     |
| 33  | Unis                  | Unas, Wenis, Onnos, Hor-wadj-taui | Horus, der Frische der beiden Länder                                                 |

(Schepeskare fehlt hier nach 28.)

### 6. Dynastie
| Nr. | Name                     | gebräuchliche/griechische Form | mögliche Namensbedeutung(en)                                                                |
| --- | ------------------------ | ------------------------------ | ------------------------------------------------------------------------------------------- |
| 34  | Teti                     | Teti II., Sehetep-taui         | Der die beiden Länder zufriedenstellt / … beruhigt                                          |
| 35  | Userkare                 |                                | Wirksam ist der Ka des Re / (Reich an Ka-Kraft, ein Re)                                     |
| 36  | Merire                   | Pepi I., Meri-taui             | Geliebter / Auserwählter des Re // Auserwählter der Beiden Länder                           |
| 37  | Merenre                  | Merenre, Antiemsaf I.          | Geliebt von Re // Anti (Falkengott) ist sein Schutz                                         |
| 38  | Neferkare                | Pepi II., Phiops II.           | Vollkommen ist das Ka des Re                                                                |
| 39  | Merenre (II.) Antiemsaef | Nemtiemsaef II., Merienre      | Der von Re geliebte, Nemti ist in meinem Schutz (=beschützt mich) / … Nemti ist sein Schutz |

Die Erste Zwischenzeit ist in Abydos zum Teil ausgelassen, von der 7. Dynastie gibt es generell noch keine Zeugnisse.
Mit der Kartusche 39 beginnt die zweite Reihe der Königsliste in Abydos.

### 8. Dynastie
| Nr. | Name             | gebräuchliche/griechische Form | mögliche Namensbedeutung(en)                                         |
| --- | ---------------- | ------------------------------ | -------------------------------------------------------------------- |
| 40  | Netjerikare      | Neterikare                     | Göttlich ist das Ka des Re                                           |
| 41  | Menkare          |                                | Bleibend ist das Ka des Re / (Mit bleibendem Ka, ein Re)             |
| 42  | Neferkare        | Neferkare II.                  | Vollkommen ist das Ka des Re                                         |
| 43  | Neferkare Nebi   |                                | Vollkommen ist das Ka des Re, Beschützer                             |
| 44  | Djedkare Schemai |                                | Dauernd ist das Ka des Re / (Mit beständigem Ka, ein Re); Der Nomade |
| 45  | Neferkare Chendu |                                | Vollkommen ist das Ka des Re; der Tretende                           |
| 46  | Merenhor         | Merienhor                      | Geliebt von Horus                                                    |
| 47  | Neferkamin       | Seneferka                      | Mit schönem Ka, ein Min (Gott)                                       |

| Nr. | Name                 | gebräuchliche/griechische Form          | mögliche Namensbedeutung(en)                                                                                   |
| --- | -------------------- | --------------------------------------- | --- |
| 48  | Nikare               | Nikare I.                               | Der zum Ka des Re gehört                                                                                       |
| 49  | Neferkare Tereru     | Neferkare V.                            | Vollkommen ist das Ka des Re / (Mit vollkommenem Ka, ein Re); der Geachtete                                    |
| 50  | Neferkahor           |                                         | Vollkommen ist das Ka des Horus                                                                                |
| 51  | Neferkare Pepi seneb | Nefer-ka-R- scheri, Neferkare Pepisonbe | Vollkommen ist das Ka des Re, Pepi ist gesund                                                                  |
| 52  | Neferkamin Anu       | (Seneferka Anu)                         | Vollkommen ist das Ka des Min, der Schöne / Mit schönem Ka, ein Min; der Schöne                                |
| 53  | Qaikaure             | Qakare Ibi                              | Hoch sind die Kas des Re / Mit erhabenem Ka, ein Re                                                            |
| 54  | Neferkaure           |                                         | Vollkommen sind die Ka-Kräfte des Re                                                                           |
| 55  | Neferkauhor          | Neferkauhor Chuiuihapi                  | Vollkommen sind die Ka-Kräfte des Horus / Apis beschützt mich                                                  |
| 56  | Neferirkare          | Neferirkare II.                         | Vollkommen ist die Tat des Ka des Re / Der das Ka des Re vollkommen macht / Mit schöner Gestalt und Ka, ein Re |

### 11., 12. Dynastie
| Nr. | Name        | gebräuchliche/griechische Form        | mögliche Namensbedeutung(en)                                    |
| --- | ----------- | ------------------------------------- | --------------------------------------------------------------- |
| 57  | Nebhepetre  | Mentuhotep II.                        | Herr des Ruders, ein Re                                         |
| 58  | Seanchkare  | Mentuhotep III.                       | Der das Ka des Re belebt                                        |
| 59  | Sehetepibre | Amenemhet I., Amenemhat I., Amenemes  | Der das Herz des Re befriedigt                                  |
| 60  | Cheperkare  | Sesostris I., Sen-wosret, Sesonchosis | Der das Ka des Re erschafft / Mit Gestalt gewordenem Ka, ein Re |
| 61  | Nebukaure   | Amenemhet II.                         | Golden sind die Kas des Re                                      |

| Nr. | Name         | gebräuchliche/griechische Form     | mögliche Namensbedeutung(en)    |
| --- | ------------ | ---------------------------------- | ------------------------------- |
| 62  | Chaicheperre | Sesostris II., Senwosret II.       | Es erscheint die Gestalt des Re |
| 63  | Chaikaure    | Sesostris III., Senwosret III.     | Es erscheinen die Kas des Re    |
| 64  | Nimaatre     | Amenemhet III., Ammenemes, Lamares | Der zur Wahrheit des Re gehört  |
| 65  | Maacherure   | Amenemhet IV., Ammenemes           | Gerechtfertigt ist Re           |

### 18. Dynastie
| Nr. | Name                      | gebräuchliche/griechische Form | mögliche Namensbedeutung(en)                                                             |
| --- | ------------------------- | ------------------------------ | ---------------------------------------------------------------------------------------- |
| 66  | Nebpehtire                | Ahmose, Amosis, Nebpehutre     | Herr der Stärke, Re                                                                      |
| 67  | Djeserkare                | Amenophis I., Amenhotep        | Heilig sind die Kas des Re                                                               |
| 68  | Aacheperkare              | Thutmosis I., Djehuti-mes      | Groß an Gestalt und Ka, ein Re                                                           |
| 69  | Aacheperenre              | Thutmosis II., Djehuti-mes     | Mit großer Gestalt, zu Re gehörend                                                       |
| 70  | Mencheperre               | Thutmosis III., Djehuti-mes    | Beständig ist die Gestalt des Re                                                         |
| 71  | Aacheperure               | Amenophis II., Amenhotep II.   | Mit großen Gestalten, ein Re                                                             |
| 72  | Mencheperure              | Thutmosis IV., Djehuti-mes     | Bleibend sind die Erscheinungen des Re                                                   |
| 73  | Nebmaatre                 | Amenophis III., Amenhotep III. | Herr der Maat (Gerechtigkeit) ist Re                                                     |
| 74  | Djesercheperure-Setepenre | Haremhab                       | Heilig sind die Erscheinungen des Re, auserwählt von Re / Mit heiligen Gestalten, ein Re |

### 19. Dynastie
| Nr. | Name       | gebräuchliche/griechische Form | mögliche Namensbedeutung(en)      |
| --- | ---------- | ------------------------------ | --------------------------------- |
| 75  | Menpehtire | Ramses I.                      | Besteht (durch) die Stärke des Re |
| 76  | Menmaatre  | Sethos I., Seti-meren-Ptah     | Besteht (durch) die Maat des Re   |

### Abschluss der Liste
Eine dritte Reihe von Kartuschen bildet den grafischen Abschluss unter der Königsliste. Es ist ein Fries, gebildet aus den beiden Kartuschen Sethos I., des Erbauers des Tempels, mit seinem Geburts- oder Eigennamen (Sa Ra = Sohn des Re) bzw. seinem Thronnamen (Nisut, auch Nesut, = König).

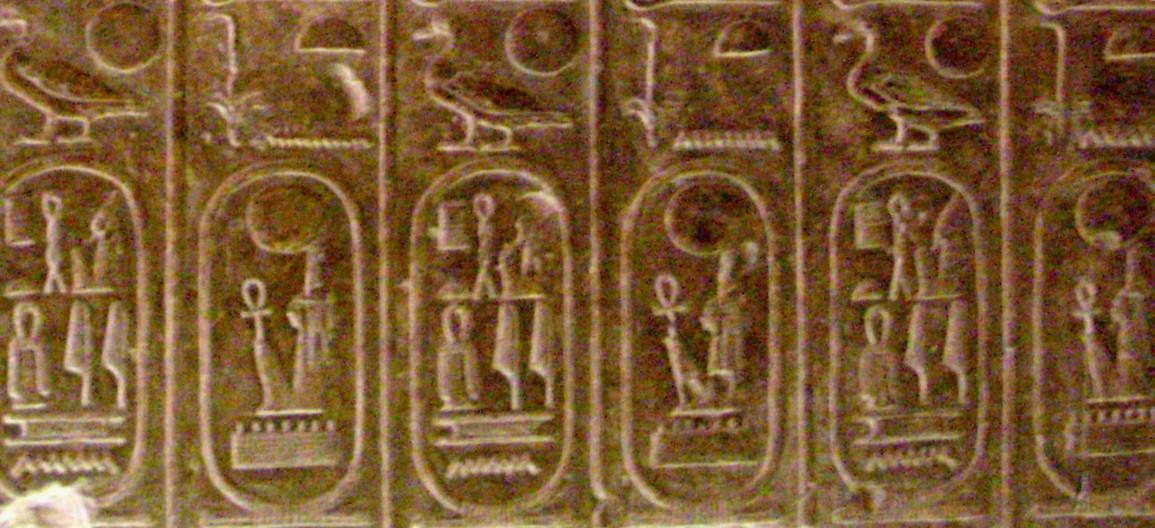
Fries unter der Königsliste